# Allah

Allah in kalligrafie

Allah (Arabisch schrift: الله) is het Arabische woord voor God in monotheïstische zin.
Het woord Allah komt voor in de Koran en is het middelpunt en fundament van het islamitische geloof, maar wordt ook gebruikt door joodse en christelijke minderheden in Arabisch-sprekende landen.

## Etymologie
De meest gangbare theorie is dat het woord Allah is afgeleid uit een samentrekking van al en ʾilāh tot al-ilāh, wat 'de god' of 'degene die aanbeden wordt' betekent. Een andere theorie traceert de etymologie van Allah uit het Aramese woord, Alāhā, wat God betekent.
Etymologisch is cenab-i-allah verwant aan het Hebreeuwse Elōhîm, (God), en het Aramese en Syrische Alāhā. Elōhîm komt van elôh (Hebreeuws voor 'god') en Alāhā is een sterkere vorm van alāh (Aramees/Syrisch voor 'god'), terwijl cenab-i-allah verwant is aan ilāh (het Arabische woord voor god, als in de zin van een godheid. Bovendien komt de naam van de stad Babylon van het Akkadische Bab-ili(m), hetgeen "Poort van God" betekende. Er zijn dus meerdere etymologisch verwante semitische equivalenten voor 'god'. De verschillen in uitspraak zijn te verklaren door morfologische ontwikkelingen in de drie talen, vergelijkbaar met bijvoorbeeld de verschillen tussen Deus, Dios en Dio in resp. het Latijn, Spaans en Italiaans.
De naam 'Allah' verschijnt voor het eerst in geschreven vorm in graffiti uit de zesde eeuw voor de jaartelling rond de stad Dedan (nu Al-'Ula) in het noorden van de Arabische woestijn, naast een godheid die Salm genoemd wordt. De opschriften gebruiken een alfabet dat afgeleid is van het Proto-Sinaïtische alfabet. Volgens Herodotus was er een godheid Orotalt en een godin Alilat. In de laatste naam is de vrouwelijke vorm van het woord Allah te herkennen, omdat -t een vrouwelijke uitgang is in Semitische talen.
Door het gebruik van de sikkelmaan in de symboliek van de islam zien sommigen in Allah de voortzetting van de pre-islamitische maangod Hubal van de polytheïstische Mekkanen.
Naast de sikkelmaan werd het zegel van Salomo (de davidster) vroeger ook geassocieerd met de islam.

## De naam 'Allah' in de islam
Een moslim zal vaak Allah laten volgen door ta'ala, wat de Verhevene betekent, of, nog uitgebreider soebhanoehoe wata'ala, veelal afgekort tot: (swt). Dit kan bijvoorbeeld vertaald worden als geprezen en verheven is Hij. Het woord 'Allah' wordt in het Arabisch ook vaak gevolgd door 'Akbar', wat 'groter' betekent. Het geheel wordt dan uitgesproken als Allahoe akbar, hetgeen in dit specifieke geval vertaald wordt als 'Allah/God is de grootste'.

## Overig gebruik
In westerse talen zoals het Nederlands wordt de term Allah met name gebruikt als naar God verwezen wordt in de context van de islam. In moslimlanden met een christelijke minderheid gebruiken christenen ook het woord 'Allah' of 'cenab-i-allah' voor God. Ook Arabisch sprekende joden gebruiken het woord 'Allah'. Op Malta, waar een Semitische taal (Maltees) wordt gesproken, gebruiken de katholieken eveneens Allah (maar dan geschreven als Alla).
In augustus 2007 deed de scheidende Nederlandse rooms-katholieke bisschop van Breda, Tiny Muskens, in een televisie-interview de suggestie dat voortaan alle gelovigen samen de Arabische naam Allah zouden gebruiken om God mee aan te duiden. Daarbij wees hij erop dat bij de katholieken in Indonesië, waar hij jaren gewerkt had, dit ook de gangbare praktijk is.

### Maleisië
In december 2007 vaardigde de regering van Maleisië voor het katholieke weekblad The Herald en een evangelische kerk, de Sabah Evangelical Church of Borneo, een verbod uit op het woord "Allah" voor ander dan islamitisch gebruik. Nadat de krant een rechtszaak tegen de staat had aangespannen, werd de beslissing teruggedraaid. In november 2009 weigerde de regering de Herald een publicatievergunning voor 2010, maar in december 2009 werd deze vergunning alsnog verleend. Op 31 december 2009 sprak het Hooggerechtshof uit dat het verbod op het gebruik van de naam "Allah" onwettig was. Als reactie op de uitspraak braken onlusten uit waarbij kerken in brand werden gestoken. Hiertegen werd door de overheid nu krachtiger opgetreden dan in voorgaande jaren. In oktober 2013 bepaalde een rechtbank dat niet-moslims 'Allah' niet meer mogen gebruiken als ze naar ('hun') God verwijzen. Hiermee werd de uitspraak van de lagere rechtbank uit 2009 herroepen. Het zou verwarring veroorzaken als niet-moslims het woord Allah gebruiken.